# Seguridad vial

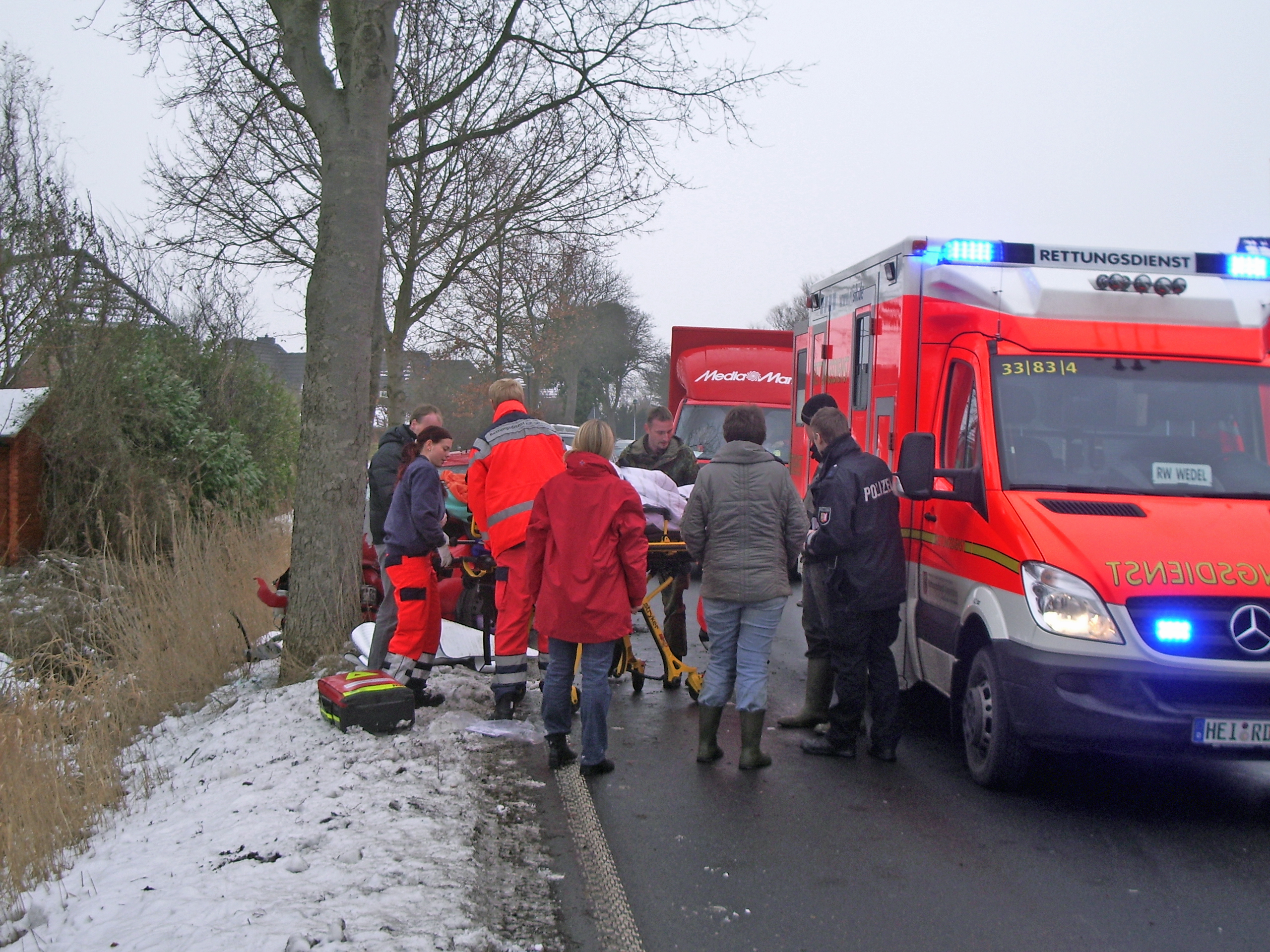
Accidente en carretera Landstraße 261 en Kreis Pinneberg

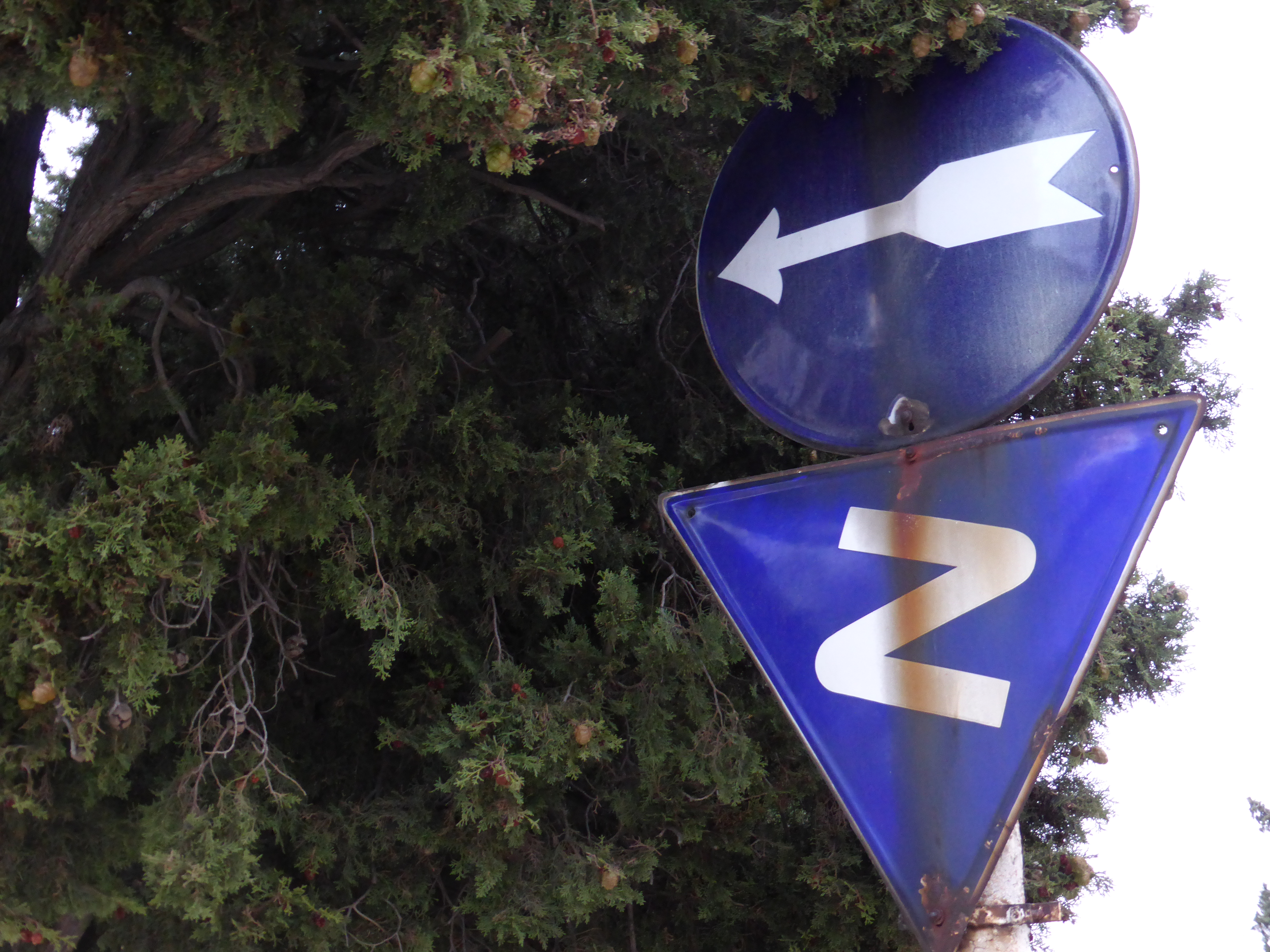
Antiguas señales de tráfico.

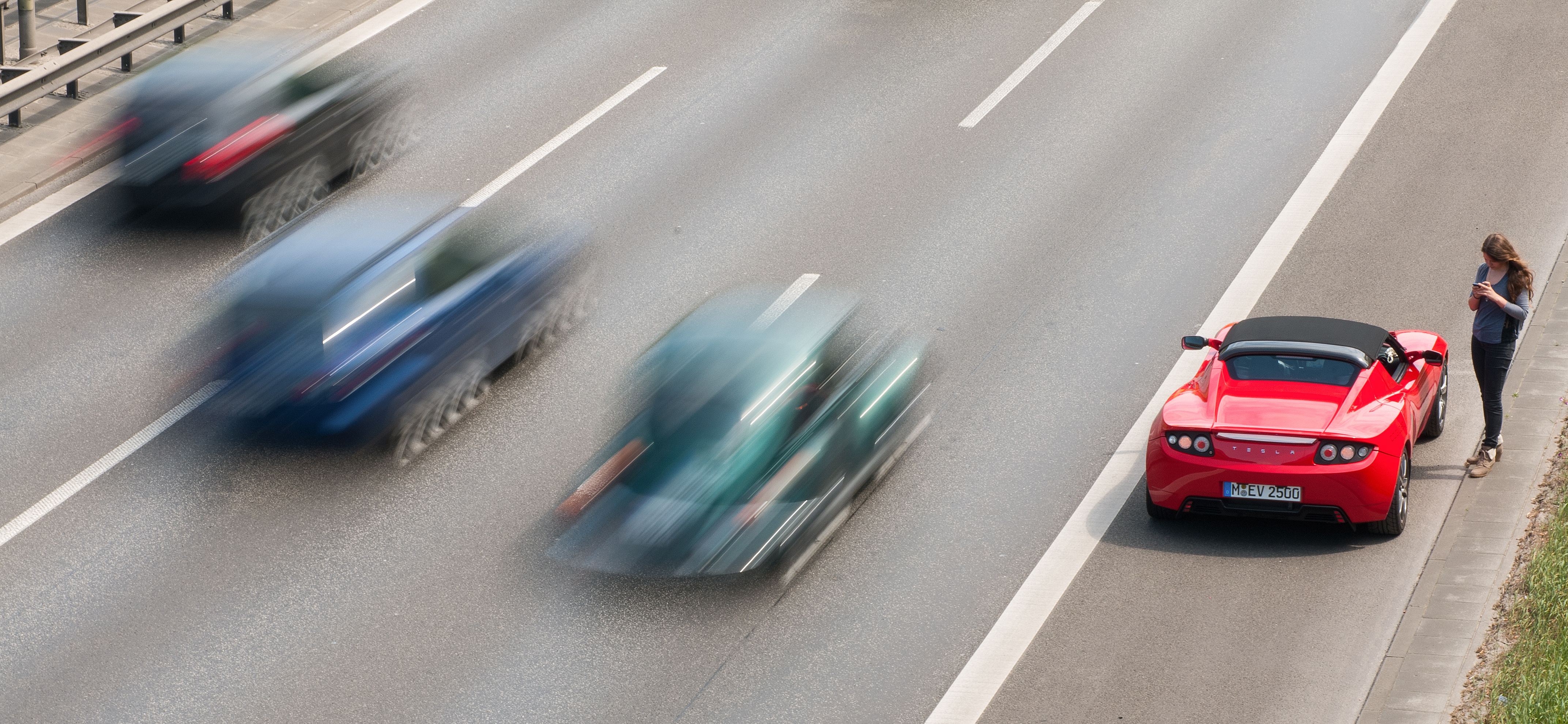

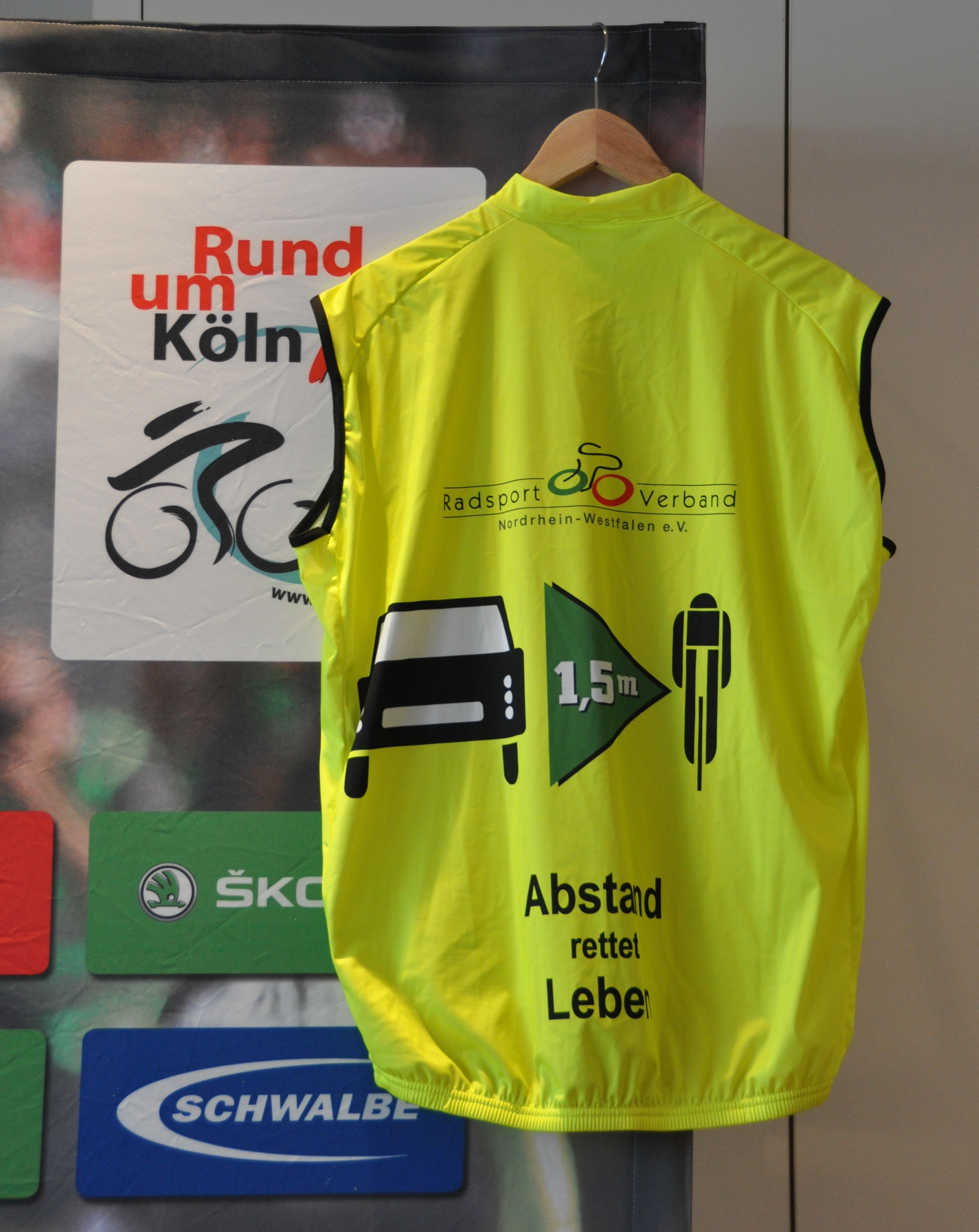
Campaña 1,50 metro entre coche y bicicleta.

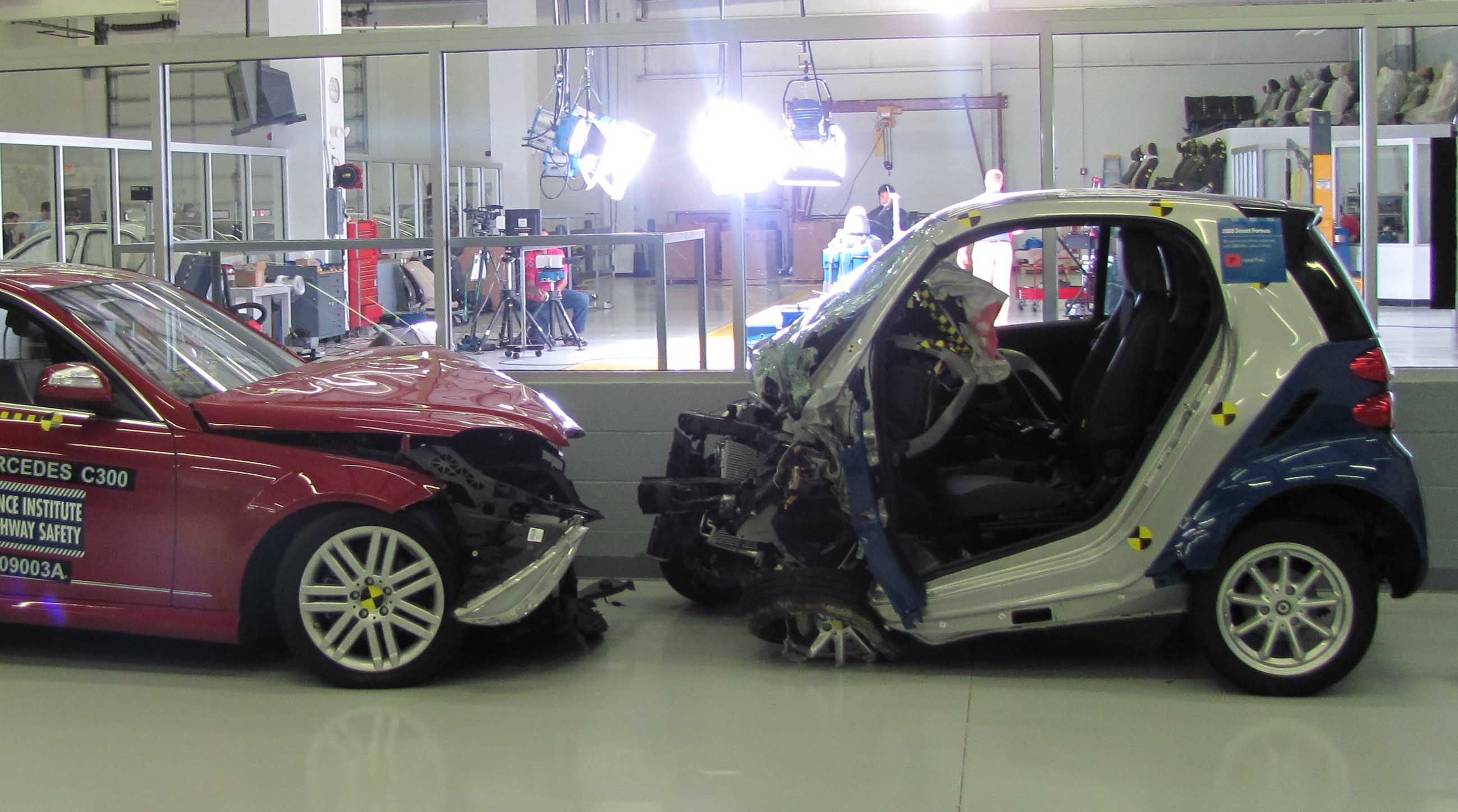
Frontal-Crashtest entre Smart ForTwo (Baujahr 2009) y Mercedes-Benz C 300 (Baujahr 2009)

La seguridad    vial es el conjunto de acciones y mecanismos que garantizan el buen funcionamiento de la circulación del tránsito; mediante la utilización de conocimientos (leyes, reglamento y disposiciones) y normas de conducta; bien sea como peatón, pasajero o conductor, a fin de usar correctamente la vía pública previniendo los accidentes de tránsito. También se refiere a las tecnologías y métodos empleados para dicho fin en cualquier medio de desplazamiento terrestre (ómnibus, camión, automóvil, motocicleta, bicicleta y a pie).
Otro término más completo es el que define seguridad vial como al conjunto de reglas y actitudes necesarias para garantizar la seguridad de la persona que está manejando algún vehículo o caminando.

## Líneas base
Autoridades y promotores voluntarios suelen llevar a cabo de forma permanente campañas, programas y cursos de seguridad y educación vial, en los que se promueve:
- La cortesía y precaución en la conducción de vehículos.
- El respeto al agente de vialidad.
- La protección a los peatones, personas con discapacidad y ciclistas.
- La prevención de accidentes.
- El uso racional del automóvil particular.

La prioridad en el uso del espacio público de los diferentes modos de desplazamiento será conforme a la siguiente jerarquía:
- Peatones.
- Ciclistas.
- Usuarios y prestadores del servicio de transporte de pasajeros masivo, colectivo o individual.
- Usuarios de transporte particular automotor.
- Usuarios y prestadores del servicio de transporte de carga.

Es muy importante conocer, como peatones, cuales son nuestros derechos para garantizar nuestra integridad física, así como también cuales son nuestras obligaciones.
Los peatones tienen derecho de preferencia sobre el tránsito vehicular, para garantizar su integridad física cuando:
- En los pasos peatonales, la señal del semáforo así lo indique.
- Habiéndoles correspondido el paso de acuerdo con el ciclo del semáforo no alcancen a cruzar la vía.
- Los vehículos vayan a dar vuelta para entrar a otra vía y haya peatones cruzando ésta.
- Los vehículos deban circular sobre el acotamiento y en este haya peatones transitando aunque no dispongan de zona peatonal.
- Transiten por la banqueta y algún conductor deba cruzarla para entrar o salir de una cochera o estacionamiento.
- Transiten en comitivas organizadas o filas escolares.
- Transiten por los espacios habilitados para ello cuando la acera se encuentre afectada por la ejecución de un trabajo o evento que modifique de forma transitoria las características del área de circulación peatonal.

Los peatones deben, por su propia seguridad, observar las siguientes obligaciones:
- Cruzar las vías primarias y secundarias por las esquinas o zonas marcadas para tal efecto, excepto en las calles locales o domiciliarias cuando sólo exista un carril para la circulación.
- Utilizar los puentes, pasos peatonales a desnivel o rampas especiales para cruzar la vía pública dotada para ello.
- Tomar las precauciones necesarias en caso de no existir semáforo.
- Obedecer las indicaciones de los agentes, promotores voluntarios de seguridad vial y las señales de tránsito.
- Hacer caso a las señales del semáforo (rojo :pare, ámbar: vaya deteniéndose y verde: avance).

## Seguridad activa
Es aquello que asiste al conductor para evitar un posible siniestro interviniendo de manera permanente durante la circulación, algunos ejemplos que podemos citar son:
- Sistema de retrovisores: Permite al conductor, la visibilidad posterior del vehículo y la circulación que ocurre detrás, para ello se cuenta con: espejos, eliminación de puntos ciegos,[2] y otras ayudas de control como radares, comunicación de seguridad inalámbrica del vehículo y visión nocturna.
- Sistemas de suspensión: La suspensión tiene una labor muy relevante en la seguridad activa. Sirve para dar comodidad al vehículo y sus ocupantes, disminuyendo la transmisión de irregularidades del terreno al habitáculo y favoreciendo el agarre del automóvil al suelo y, por tanto, su estabilidad. Los amortiguadores son los mecanismos que proporcionan seguridad y confort durante la conducción, aportando estabilidad al vehículo.
  - Mecánica: En este caso, los desplazamientos de las ruedas son absorbidos por los resortes o espirales.
  - Hidráulica:Los conjuntos hidráulicos soportan los desplazamientos de las ruedas.
  - Hidroneumática: Es la acción combinada de un líquido y un gas, para soportar los desplazamientos de las ruedas
- Sistema frenado: El freno es el mecanismo encargado de aminorar la marcha del vehículo o detenerlo mediante el rozamiento o fricción del tambor o disco con las pastillas. Los frenillos se clasifican según el sistema de accionamiento:
  - mecánico
  - neumático
  - eléctrico
  - automático

Los sistemas más empleados en automóviles de uso particular, son el mecánico y el hidráulico.
Los frenos pueden ser de tambor o de disco, aunque algunos fabricantes combinan ambos montando los frenos de disco en las ruedas delanteras y los de tambor en las traseras.
La fuerza de frenado debe asegurar una rápida detención de las ruedas pero sin llegar a bloquearlas. Para que eso sea posible es fundamental tener en cuenta las condiciones de la vía y el estado general de los mecanismos del vehículo (neumáticos, suspensiones, etc.).
Se pueden encontrar distintos tipos de mejoras que optimizan la frenada y garantizan la gobernabilidad de la dirección en condiciones críticas. Entre eficientes y muy eficientes: ABS (Antilock Brake System: sistema anti-bloqueo de frenos) con EBV (reparto electrónico de frenada). ESP (control de estabilidad), con EDL (control de tracción).
- Sistema de dirección: La dirección orienta las ruedas a voluntad del conductor, con precisión y suavidad, e influye directamente en la estabilidad del vehículo. Si la dirección es asistida, el esfuerzo sobre el volante se reduce considerablemente a través de un sistema hidráulico que realiza la mayor parte del trabajo necesario para girar la dirección.

Los sistemas de dirección servo asistida permiten hacer menos esfuerzos en el volante a la hora de maniobrar el auto para estacionarlo y mantener una dirección correcta cuando circulamos a altas velocidades.
También estos sistemas de dirección pretenden asegurar un perfecto control del vehículo incluso en condiciones límite, (coeficiente de roce diferentes para las ruedas delanteras, variaciones rápidas del ángulo de giro).
Las presiones de trabajo del sistema hidráulico se taran (calibran) para que quienes se sientan al volante, sientan constantemente un alto grado de adherencia de los neumáticos con la carretera, permitiendo, de esta manera, un grado de seguridad muy alto.
- Sistema de iluminación. El uso de las luces es un punto fundamental dentro de la seguridad activa en la circulación ya que por intermedio de las mismas los conductores y usuarios de la vía pública se comunican entre las personas.

## Seguridad pasiva
Es aquella que se encarga de minimizar las consecuencias negativas que se pueden producir cuando el accidente es inevitable.
- Cierre automático de la inyección de combustible para impedir incendios que puede afectar a cualquier persona.

- Depósito de combustible y elementos auxiliares diseñados para evitar el derrame de combustible en caso de colisión.
- Aviso automático a centro de emergencias después de un accidente (opcional en algunos vehículos estadounidenses).
- Puertas diseñadas para una fácil apertura después del accidente.
- Hebillas del cinturón de seguridad de fácil apertura.
- Llevar herramientas de seguridad en caso de emergencia.
- Pedalera colapsable: Minimiza los daños en las extremidades inferiores del conductor en caso de colisión frontal.

- Columna de dirección articulada colapsable: Esta columna cuenta con zonas de absorción de deformaciones que se localizan en la parte inferior del auto.

- Volante con absorción de energía: Donde la corona del volante y los radios son amplios y redondeados, cubiertos por un material deformable que no produce astillas.

- Parabrisas y cristales laterales: El compuesto utilizado en la fabricación del cristal parabrisas está preparado para que, en caso de accidente, no salten astillas que puedan dañar a los pasajeros del vehículo. En cambio, las ventanillas laterales son más débiles y pueden romperse más fácilmente, serían las salidas de emergencia en caso de volcamiento si las puertas quedasen bloqueadas.
- Hay que tomar en cuenta que ante un siniestro (es así como se cataloga en orden de atención en los hospitales), es de vital importancia contar con una aseguradora confiable y así evitar perdida de tiempo que puede resultar vital.
- Al elegir un seguro para nuestro auto hay que tomar en cuenta puntos clave como son: la cobertura, que hospitales y servicios de ambulancia se encuentran en convenio con dicha aseguradora, cual es la suma asegurada que manejamos o si esta va aumentando en cuestión al tiempo que llevemos con el seguro o cuál sería el deducible a pagar.
- Otros puntos a tomar en cuenta son los estudios de gabinete y especializados que están autorizados según nuestra cobertura, que especialidades se encuentran en el rol médico que manejan, si estos están por llamado o de planta en el hospital.
- Uso de elementos visuales (como líneas verdes en la carretera) para instar a conductores a circular a menor velocidad.[3]

## Seguridad de bebés y niños
La seguridad automovilística es crítica en estos casos, sobre todo considerando que los dispositivos existentes no han sido diseñados para ellos. En muchos países (por ejemplo, en los Estados miembros de la Unión Europea) es obligatorio el uso de mecanismos de retención apropiados al peso y la altura; desde sillas especiales hasta elevadores que impidan que el cinturón de seguridad provoque asfixia si ocurre un accidente. En todos los casos se deben utilizar siguiendo las instrucciones de los fabricantes, y debe recordarse el peligro que puede representar para un bebé o niño la bolsa de aire. 
Los accidentes de tráfico son la primera causa de muerte en niños menores de 14 años, y el uso de sistemas de retención infantil o sillas de bebés puede reducir las muertes en un 75% y las lesiones provenientes de accidentes de tráfico hasta en un 90%. 
Cumplir con este tipo de normas y con las sillas infantiles, no debería hacerse solamente con la finalidad de evitar multas, sino que debería usarse siempre que se viaja con niños y velar porque estén correctamente homologados, para salvaguardar la vida de los niños. 
A la hora de elegir un sistema de retención infantil, se debería hacer una investigación sobre cuáles son los mejores y más acordes con respecto a nuestro coche, y de esa forma, velar porque el niño esté siempre lo más seguro posible en su silla durante el trayecto. Actualmente en la Unión Europea, existen dos normativas diferentes para sillas infantiles; en 2013 entró en vigor la normativa ECE R129 que también es conocida como i-Size, y desde 1982 existe la normativa ECE R44/04, esto también se debería tener en cuenta para elegir el que mejor se acople a nuestras necesidades, pero que a la vez, sea moderno y cumpla con las normativas existentes.  

## Seguridad ante la conducción rutinaria
Muchos conductores que siguen la misma ruta cada día lo hacen sin utilizar el área del cerebro donde tiene lugar el pensamiento consciente, según afirma el científico especialista en tráfico Michael Schrekkenberg, de la Universidad de Duisburgo-Essen (Alemania). Como conocen el camino, los conductores se ocupan de otras cosas en vez de concentrarse en el tráfico; en consecuencia, tardan más en advertir los peligros. Por esta razón, se les recomienda recordar continuamente la necesidad de estar alerta y no distraerse de la carretera. No solamente se debe tener en cuenta que se conoce el camino sino también el clima ya que no es lo mismo conducir en un día soleado a conducir en un fuerte aguacero o sobre una vía congelada.

## El color de los autos
En Auckland (Nueva Zelanda), la investigadora Sue Furness realizó un estudio sobre 1000  automóviles en su país, el cual descubrió que los automóviles de color plata habían tenido menos accidentes graves que los de color verde, café o negro, o morado
También en Auckland, un estudio (Newstead y D’Elía, 2007) descubrió que los automóviles de color blanco tuvieron una tasa significativamente mayor de sufrir accidentes graves que los autos de otros colores, incluido el rojo.

Comparados con los vehículos blancos, una cantidad de colores se asocian con un riesgo de accidentes más alto. Esos colores son generalmente los que están por debajo en el índice de visibilidad, e incluyen el azul, gris, negro, rojo, plata y verde. Ningún color fue significativamente más seguro que el blanco, aunque varios otros colores no se pudieron distinguir del blanco en términos de riesgo relativo de accidente. [...] Ninguno de los colores de vehículos que indicaron un menor riesgo relativo en comparación con el color blanco fue estadística mente significativo.
Stuart Newstead y Ángelo D’Elía, 2007

El estudio de color de los vehículos, realizado por el MUARC (Centro de Investigación de Accidentes de la Universidad de Monash) y publicado en 2007, analizó 855.258 accidentes ocurridos entre 1987 y 2004 en los estados australianos de Victoria y Australia Occidental que dieron como resultado lesiones o al menos el remolque de un vehículo. El estudio analiza el riesgo relacionado con las condiciones de luz.

### Tabla de colores en orden de peligrosidad
La siguiente tabla presenta la relación entre los accidentes de tránsito y los distintos colores de automóviles. Como unidad se utiliza la peligrosidad del color blanco. Por ejemplo,
- durante el día, el color plata (1,10) es 10% más peligroso que el color blanco.
- al atardecer o al amanecer (1,15) es 12% más peligroso y
- de noche (1,08) es 8% más peligroso.

| Color del automóvil | De día | Al atardecer o amanecer | A la noche o madrugada |
| ------------------- | ------ | ----------------------- | ---------------------- |
| blanco              | 1,01   | 1,00                    | 1,05                   |
| anaranjado          | 0,89   | 1,21                    | 0,77                   |
| malva               | 1,07   | 1,00                    | 0,65                   |
| beige               | 0,93   | 1,16                    | 0,97                   |
| crema               | 1,03   | 0,99                    | 0,92                   |
| amarillo            | 1,00   | 0,88                    | 1,00                   |
| oro                 | 0,98   | 1,04                    | 1,1                    |
| rosado              | 1,19   | 0,66                    | 1,06                   |
| rojo                | 1,07   | 1,02                    | 1,10                   |
| café rojizo         | 1,07   | 0,82                    | 1,09                   |
| azul                | 1,07   | 0,96                    | 1,03                   |
| púrpura             | 1,11   | 1,01                    | 1,10                   |
| plata               | 1,10   | 1,15                    | 1,08                   |
| verde               | 1,04   | 1,03                    | 1,04                   |
| café                | 1,05   | 1,12                    | 0,98                   |
| gris                | 1,11   | 1,25                    | 1,07                   |
| negro               | 1,12   | 1,47                    | 0,92                   |

## Seguridad vial en México
La Ciudad de México y la zona metropolitana se caracteriza por el congestionamiento y accidentes frecuentes. Se considera que los accidentes viales se ubican dentro de las 10 primeras causas de muerte en el país, con un porcentaje del 65%, variando entre peatones, ciclistas y motociclistas, sin contar las secuelas de la discapacidad y aquellos hospitalizados que no figuran entre las estadísticas.
| Tipo de accidente | Porcentaje |
| ----------------- | ---------- |
| Ciclismo          | 2%         |
| Motociclismo      | 5%         |
| Ocupantes         | 19%        |
| Peatones          | 30%        |
| Otros             | 44%        |

En México, los principales accidentes son el choque entre autos, con objetos fijos como postes o banquetas y con usuarios vulnerables como peatones o motociclistas. La mayoría de los accidentes ocurren en las zonas urbanas y suburbanas y un 6% en las carreteras. Los accidentes ocurren por el consumo del alcohol, rebasar el límite de velocidad o distracción como el uso del celular. Estos han aumentado por la circulación de un cada vez mayor número de autos particulares y la falta de estrategias que prevengan los accidentes.
De la población, los adultos de 20 a 49 años comprenden el 65.3%, la mayoría de ellos hombres. La mayoría de las víctimas de atropellamiento son niños menores de 5 años y adultos mayores de 70; los adultos jóvenes figuran como los principales lesionados en accidentes vinculados con las motocicletas.
A finales de 2015 se implementaron las fotomultas para ayudar a mejorar la seguridad vial y con esto reducir el porcentaje de accidentes viales, al 2018 se cree que han reducido hasta 17% los accidentes viales.